# Bataille de Djbel Bouk'hil
Guerre d'Algérie
Batailles
- Toussaint rouge
- Opération Eckhmül
- Opération Aloès
- Opération Véronique (en)
- Opération Violette
- Massacres d'août 1955 dans le Constantinois
- Opération Timgad
- Bataille d'El Djorf
- Opération Oiseau bleu
- Embuscade de Palestro
- Bataille d'Alger
- Bataille de Bouzegza
- Bleuite
- Bataille de Timimoun
- Bataille des Frontières
- Combat du Fedj Zezoua
- Coup d'État du 13 mai 1958
- Opération Résurrection
- Opération Couronne
- Opération Brumaire
- Plan Challe
- Opération Jumelles
- Semaine des barricades
- Manifestations de décembre 1960
- Putsch des généraux

- Bataille de Bab El Oued
- Fusillade de la rue d'Isly
- Massacre d'Oran

La bataille de Djbel Bouk'hil s'est déroulée pendant la Guerre d'Algérie, dans la région de Djbel Bouk’hil (extension de l’Atlas saharien) situé dans la région de Messaad dans la région de Djelfa en Algérie. La bataille a lieu le 17 et 18 septembre 1961 faisant des centaines de morts et de blessés dans les rangs de l'Armée coloniale française,.

## Lieu
Dans la Wilaya VI historique, la bataille de Djbel Bouk'hil s'est déroulée les 17 et 18 septembre 1961 au lieu-dit « Djeribii » et « Karma » situé sur les pentes rocheuses du Djbel Bouk'hil, qui est un prolongement de la chaîne des montagnes de l'Atlas saharien, et selon le découpage administratif de la Wilaya VI, il est situé dans le deuxième secteur de la Troisième région.

## Contexte
Parmi les causes de la bataille, des informations ont été divulguées au commandement de l'armée française sur le jour et le lieu de la réunion, qui était dirigée par le commandant de la Wilaya VI , le colonel Mohamed Chabani, et un groupe de dirigeants régionaux, accompagnés d'environ 400 combattants algériens (Moudjahidines).

## Déroulement
Les forces françaises préparent pour cette bataille des convois de la Légion étrangère à Laghouat, qui commencent à arriver la nuit sur le site de la bataille, et encerclent le lieu le 17 septembre 1961, puis les avions de reconnaissance commencent à survoler la zone où les forces de l'Armée de libération nationale (ALN) étaient stationnés. Ces forces étaient divisées en sous-unités et réparties sur des points hauts de sorte qu'il était difficile pour les mécanismes de les atteindre, et lorsque les forces françaises descendirent des véhicules, elles se retrouvèrent sous le feu des moudjahidines.
Les avions bombardiers ont effectué un bombardement préliminaire, et après son arrêt, les bombardements d'artillerie ont commencé de tous les côtés et de différents calibres, et l'avancée des forces d'infanterie a commencé, mais ils se sont rapidement retirés sous la résistance féroce montrée par les moudjahidines de leurs endroits stratégiques, ce qui a poussé l'armée française à compter sur les bombardements d'artillerie, qui se sont poursuivis jusqu'à neuf heures du soir.
Le lendemain, les forces françaises ont de nouveau bombardé avec des avions et de l'artillerie lourde, mais les résultats ont été décevants pour eux, malgré le fait qu'ils avaient équipé de grandes forces pour cette bataille en échange de la force de l'Armée de libération, qui ne dépasser les 400 moudjahidines équipés d'armes légères. Malgré le siège imposé, les moudjahidines ont réussi le 19 septembre à s'infiltrer de toutes parts à travers la région nord, et ils ont laissé passer l'occasion pour les forces françaises visant à mettre fin à la résistance dans les zones désertiques et à les sécuriser puis à prétendre qu'il s'agissait de zones sûres.

## Bilan
Cette bataille de Djbel Bouk'hil est considérée comme l'une des batailles les plus féroces menées par les éléments de l'Armée de libération nationale dans la Wilaya VI, et un épisode de ses victoires sur le terrain contre les forces françaises, qui a perdu plus de 400 morts, et une énorme quantité d'équipements.